# 羅伯特·錢伯斯
羅伯特·W·錢伯斯（Robert W. Chambers，1865-1933），美国作家，出生於紐約布魯克林區，最知名作品為1895年出版的《黃衣之王》。

## 生平
羅伯特·錢伯斯，全名為羅伯特·威廉·錢伯斯（Robert William Chambers）， 1865年出生於紐約布魯克林區，父親威廉·錢伯斯（William Peace Chambers）為律師，母親為凱洛琳·鮑頓（Caroline Smith Boughton）。
羅伯特·錢伯斯受教於布魯克林工藝學校（紐約大學坦登工程學院），二十歲時就讀紐約藝術學生聯盟，1896年赴巴黎朱利安學院深造六年，在學期間作品曾入選巴黎沙龍。
羅伯特·錢伯斯回到紐約之後，成功的在《生活》、《真實》、《Vogue》發表插畫作品．他亦投入文學創作，其中 1895年發表的短篇小說《黄衣之王》被譽為美國超自然小說的最重要作品之一。
羅伯特·錢伯斯之後的短篇小說都不如《黄衣之王》成功，他只得投入言情小說寫作維持生計，這類作品十分暢銷，也在多本雜誌上連載。
他在小說《他們吊死的人》（The Man They Hanged）當中，宣稱威廉·基德並非海盜，而是英國政府的代罪羔羊。
第一次世界大戰期間，他開始寫作戰爭冒險小說與戰爭報導。1924年之後，他專注寫作历史小说，撰寫關於紐約州布羅爾達賓市與約翰斯頓市的殖民地故事。
1933年12月16日，在做完腸道手術三天后，羅伯特·錢伯斯病逝於紐約市。

## 影響
HBO原創電視影集《無間警探》第一季大量引用出現在《黃衣之王》中的語彙「Carcosa」 和「the yellow king」。

## 作品
| 1894 | In the Quarter                          |
| 1895 | 黄衣之王The King in Yellow              |
| 1896 | The Maker of MoonsThe Mystery of Choice |
| 1897 | Lorraine                                |
| 1898 | Ashes of EmpireCollector of the Porte   |
| 1901 | Cardigan                                |
| 1904 | In Search of the Unknown                |
| 1905 | The Reckoning                           |
| 1906 | The Tracer of Lost Persons              |
| 1907 | The Tree of HeavenThe Green Mouse       |
| 1911 | The Common Law                          |
| 1912 | Blue-Bird Weather                       |
| 1913 | The Gay Rebellion                       |
| 1914 | Quick Action                            |
| 1915 | AthaliePolice!!!                        |
| 1916 | The Girl Philippa                       |
| 1919 | The Moonlit Way                         |
| 1920 | The Slayer of Souls                     |
| 1923 | The Talkers                             |